# Trạng thái tự nhiên
Trạng thái tự nhiên, trong triết học chính trị, cụ thể là trong lý thuyết về khế ước xã hội, là điều kiện sống giả thiết của loài người trước khi hình thành nhà nước và có sự độc quyền sử dụng bạo lực của nhà nước. Theo nghĩ rộng, trạng thái tự nhiên là điều kiện tồn tại trước khi có sự cai trị của luật do con người đặt ra, cũng tương đồng với khái niệm vô chính phủ.
Trong lý thuyết về khế ước xã hội, theo một số tác giả quyền không tồn tại trong trạng thái tự nhiên và ở đó chỉ có tự do, chính khế ước đã tạo ra quyền và nghĩa vụ. Một số tác giả khác lại quan niệm hoàn toàn ngược lại: chính khế ước làm hạn chế cá nhân thực hiện quyền tự nhiên của họ.